# Уафато
Уафато — деревня на северо-востоке острова Уполу, Самоа, имеющая национальное значение как особая этнокультурная и природоохранная территория.
Уафато, одно из девяти небольших поселений, расположенных у залива Фагалоа, находится в округе Ваа-о-Фоноти и окружено заповедной зоной Уафато Тиавеа с пышной тропической растительностью, изрезанным рельефом, водопадами и коралловыми рифами.
Уафато — самая восточная из деревень в заливе, расположенная между океаном и горами в тропическом лесу. Доступ к деревне Уафато осуществляется по узкой подъездной дороге, ведущей от залива Фагалоа. Как и население большинства деревень Самоа, жители Уафато придерживаются традиционного образа жизни и культуры, руководствуясь принципами «фа’а Самоа», главным образом системой вождества матаи, а также ва тапу’иа — взаимодействием с окружающей их природной средой. Тропический лес является основой экономической жизни местного населения. В лесах, окружающих деревню, находится одно из крупнейших сохранившихся насаждений местного лиственного дерева ифилеле (лат. Intsia bijuga), древесина которого широко используется в культуре Самоа, в том числе для строительства домов и резьбы.